# Relief (WLV-605)
Pour les articles homonymes, voir Relief.
Le Relief (WLV-605), était un bateau-phare de l'United States Coast Guard qui sert maintenant de navire musée à Oakland en Californie. Construit en 1950, il fait partie d'un petit nombre de bateaux-phares survivants et d'un nombre encore plus restreint construit spécifiquement pour l'United States Coast Guard. Avec son navire jumeau, le Columbia (WLV-604), il est un bon exemple de la dernière génération de bateaux-phares construits. Il a été déclaré California Historical Landmark n°1036 en 1990.

## Historique
Le WLV-605 est situé sur le front de mer à l'extrémité est du port d'Oakland, juste à l'ouest du Oakland Ferry Terminal (en). Le navire a une coque en acier soudé et les caractéristiques au-dessus du pont comprennent un rouf en acier, un brise-lames avant et deux mâts en acier sur lesquels ses feux sont montés. Il portait aussi historiquement un signal de brume et une cloche, tous deux actionnés à la main.
Le WLV-605 a été déposé sous le nom de WAL-605 en 1949 au chantier naval Rice Brothers Corporation (en) à Boothbay, dans le Maine. Il a été lancé le 4 mars 1950, juste seize jours après Columbia, et a été livré, entièrement équipé, à la Garde côtière le 11 février 1951. Il a commencé le service au phare "Overfalls" à l'entrée de la baie  de la Delaware, servant jusqu'à 1960, date de la fermeture de la station. Il a navigué alors à la côte ouest, où il a servi à "Blunts Reef" jusqu'en 1969 ; pendant ce temps, les bateaux-phares de la Garde côtière ont été redésignés et il a pris l'identification de WLV-605. On lui a alors donné le nom de Relief, chargé de relever d'autres bateaux-phares sur la côte du Pacifique. Il a été retiré du service en 1975 et désarmé l'année suivante.

## Préservation
Après plusieurs tentatives infructueuses pour le convertir en navire-musée, il a été acquis en 1986 par la United States Lighthouse Society (en), qui maintient maintenant le navire à Oakland.

Il a été classé au registre national des lieux historiques le  20 décembre 1989  et nommé National Historic Landmark la même année.

## Galerie

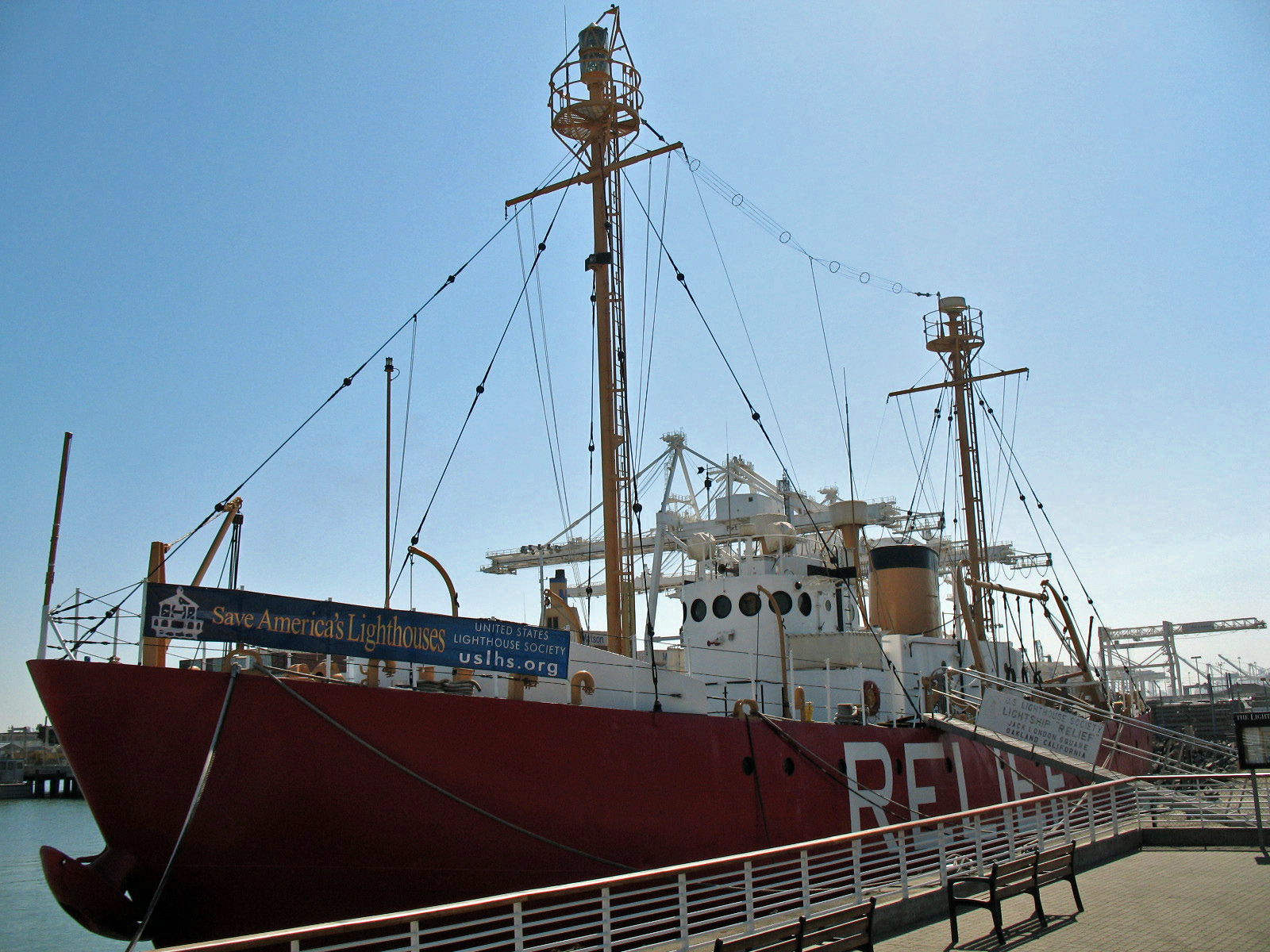
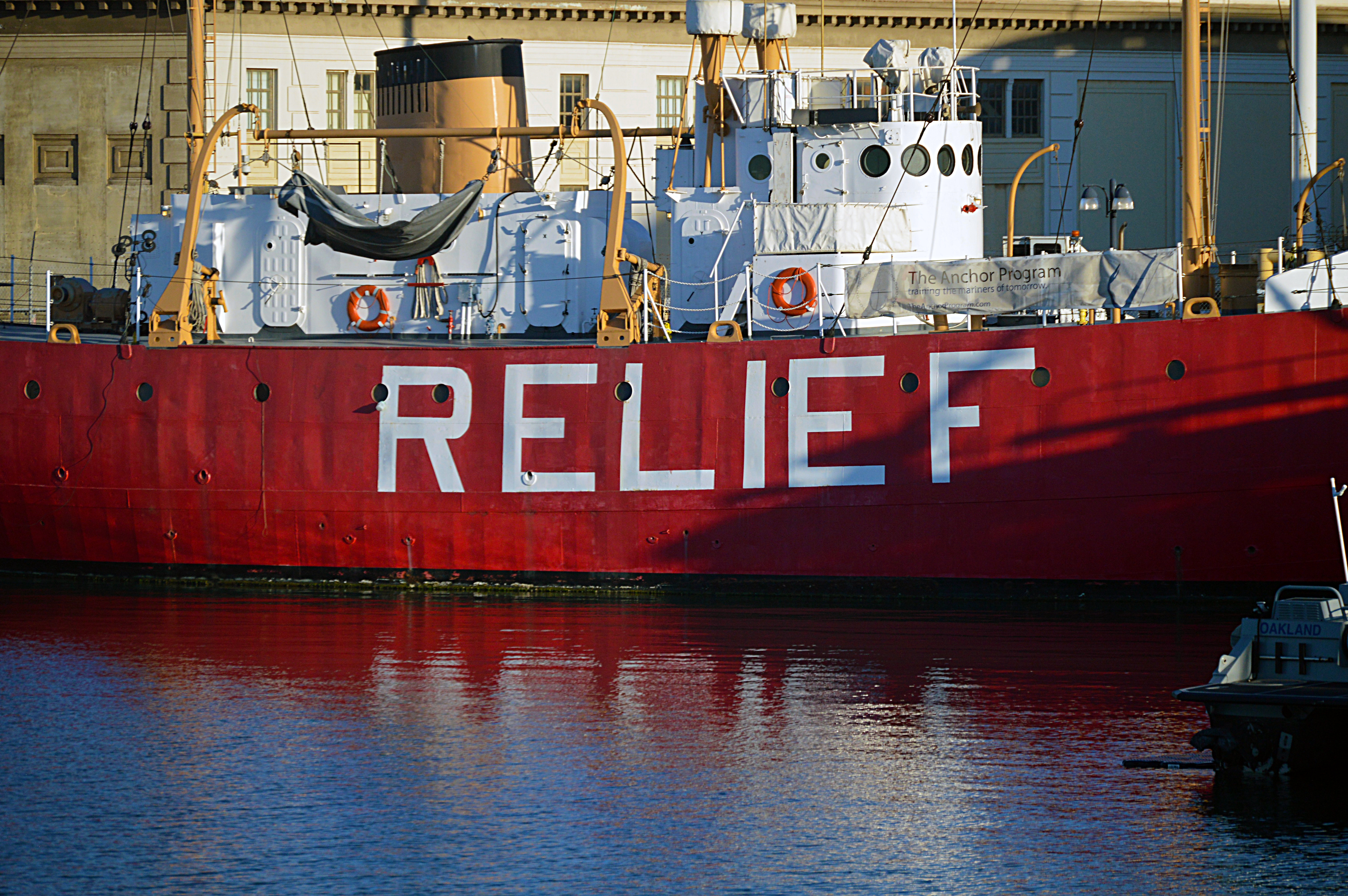